# Meragisa valdiviesoi
Meragisa valdiviesoi är en fjärilsart som beskrevs av Paul Dognin 1890. Meragisa valdiviesoi ingår i släktet Meragisa och familjen tandspinnare. Inga underarter finns listade i Catalogue of Life.